# Dorsale Cobham
La dorsale Cobham è una catena montuosa dell'Antartide. Situata in particolare nella Terra di Oates, e in particolare in corrispondenza della costa di Shackleton, davanti alla barriera di Ross, la dorsale, che fa parte della più vasta catena dei monti Churchill, si estende in direzione nord-sud per circa 40 km. La catena, la cui vetta più elevata risulta essere quella del monte Lyttleton, che arriva a 2334 m s.l.m., è delimitata a nord dal nevaio Olsen, a est dal ghiacciaio del Principe Filippo, a ovest dal ghiacciaio Lucy e a sud dal ghiacciaio Nimrod.

## Storia
La dorsale Cobham è stata mappata dai membri della spedizione di ricognizione antartica neozelandese svolta nel periodo 1961-62 ed è stata così battezzata dal Comitato neozelandese per i toponimi antartici in onore di Charles Lyttelton, X visconte Cobham, Governatore generale della Nuova Zelanda dal 5 settembre 1957 al 13 settembre 1962.